# Wuv Bernardo
Noah "Wuv" Bernardo Jr. (nacido el 24 de febrero de 1974) es el baterista y miembro fundador de la banda oriunda de San Diego, P.O.D.. De acuerdo a un FAQ tiene raíces filipinas, italianas, alemanas,mexicanas,peruanas, argentinas, libanesas, rusas y algo de Chamorro. También es primo segundo del líder de la banda Sonny Sandoval y es amigo del luchador Rey Mysterio. También forma parte de la banda StillWell, un proyecto paralelo de Fieldy, bajista de la banda de nu metal Korn. WUV ha estado tocando batería la mayor parte de su vida. También fue copropietario de la tienda de Skate de Chula Vista, "The Orphinage". Sin embargo, "The Orphinage" ya no está en operación. Durante los conciertos acústicos, normalmente toca la guitarra rítmica. Otro de sus proyectos musicales se encuentra el paralelo llamado Southtown Generals, junto a Rasta Tim Pacheco.

## Discografía
Con P.O.D.
- Snuff the Punk (1994)
- Brown (1996)
- LIVE at Tomfest (1997)
- The Warriors EP (1998)
- The Fundamental Elements of Southtown (1999)
- Satellite (2001)
- Payable on Death (2003)
- The Warriors EP, Volume 2 2005
- Testify (2006)
- Greatest Hits: The Atlantic Years (2006)
- When Angels & Serpents Dance (2008)
- Murdered Love (2012)
- The Awakening (2015)

Southtown Generals
- Self Titled (2010)

StillWell
- Dirtbag (2011)
- Surrounded by Liars (2011)
- Raise It Up (2015)

Otras Apariciones
- "A Song for Chi" (2009)